# Bella Center
Bella Center (eller BC) er et af Skandinaviens største udstillings- og kongrescenter beliggende i Ørestad på Amager med små og store kongresser af national og international karakter samt faste tilbagevendende messer. 
Bella Center er en del af BC Hospitality Group, som er en af Danmarks største virksomheder indenfor hoteller, konferencer, messer og hospitality. 
Bella Center er placeret mellem Field's, Royal Golf Center, Vejlands Allé og Bella Center Station (Metro), der i øvrigt er navngivet efter centret.
- 1975: Den nuværende bygning blev indviet den 5. september 1975 [1]. Før det havde centeret siden 1965 haft adresse på Bellahøj (deraf navnet). Da bygningen på Amager blev indviet skiftede bygningen på Bellahøj navn til Grøndal Centret og blev ændret fra udstillingsbygning til idrætsbygning.
- 2000: Opførelse af ny auditorietilbygning på 4.000 m² blev afsluttet i 2000.
- 2009: FN's klimakonference bliver afholdt i centret mellem d. 7. og 18. december.
- 2011: Tilføjet nyt 4-stjernet hotel med navnet Bella Sky Comwell, som stod færdigt i maj 2011 og kostede 1,6 milliard kroner. Hotellet er tegnet af arkitektstuen 3XNielsen, og projekteret af ingeniørfirmaet Rambøll.
- 2014: Bella Center A/S indgår som en del af BC Hospitality Group, der etableres i år 2014. BC Hospitality Group omfatter desuden AC Bella Sky Hotel Copenhagen, hotel Crowne Plaza Copenhagen Towers, Crowne Plaza 360° Venue Catering, Comwell Conference Center Copenhagen og Marriott Hotel Copenhagen.